# 140 (videogioco)
140 è un videogioco a piattaforme del 2013 sviluppato da Carlsen Games. Originariamente sviluppato per personal computer, il gioco ha ricevuto diverse conversioni pubblicate da Double Fine Productions.